# Patrick Von Gunten
Pour les articles homonymes, voir Von Gunten.
Patrick Von Gunten (né le 10 février 1985, à Bienne, en Suisse) est un joueur professionnel suisse de hockey sur glace. Il évoluait au poste de défenseur.

## Biographie
Il commence sa carrière en jouant dans les sections de jeunes joueurs  de l'équipe de sa ville natale, le HC Bienne dès 1995. Six ans plus tard, en 2001, il rejoint l'effectif junior de l'équipe en  junior élite A. Il partage la saison suivante entre l'équipe junior et l'équipe senior qui évolue alors en Ligue nationale B, le deuxième échelon en Suisse.
La même année, il est appelé pour la première fois de sa carrière pour jouer avec l'équipe nationale pour jouer le championnat du monde moins de 18 ans de 2003. Les joueurs suisses finissent alors à la neuvième place du tournoi et sont relégués en division inférieure pour l'édition suivante.
En 2003-2004, il passe toute la saison avec l'équipe élite toujours en LNB mais aide sa ville natale à jouer les barrages pour rejoindre la Ligue nationale A en finissant en tête de la saison régulière mais également des séries éliminatoires. Ils jouent alors ces barrages contre le Lausanne Hockey Club. Bienne perd les quatre matchs joués et reste alors en LNB pour la saison 2004-2005.
Deux ans plus tard, en saison 2005-2006, le scénario est le même pour l'équipe de Bienne qui termine à la première place de la saison puis des séries mais échoue une nouvelle fois lors du tour de barrage, cette fois contre Fribourg-Gottéron. Cela dit, Von Gunten quitte son club avant la fin de la saison son club formateur pour rejoindre les Kloten Flyers qui évoluent en LNA.
En décembre 2005, il est appelé pour jouer le championnat du monde junior 2005, tournoi où la Suisse finit à la huitième place. En 2011-2012, il joue pendant une saison pour les Frölunda Indians en Suède puis revient à Kloten la saison suivante. Von Gunten participe aux championnats du monde 2012 et 2013. Il devient vice-champion du monde 2013 quand son équipe perd contre la Suède en finale, après neuf victoires.
En janvier 2018, après plusieurs années à lutter contre des maux de dos et de hanches, il décide de mettre fin à sa carrière avant la fin de la saison 2017-2018, à 32 ans et après 548 parties dans l'élite helvétique.

## Statistiques

### Statistiques en club
| Saison              | Équipe              | Ligue               |     | Saison régulière | Saison régulière | Saison régulière | Saison régulière | Saison régulière |    | Séries éliminatoires | Séries éliminatoires | Séries éliminatoires | Séries éliminatoires | Séries éliminatoires |
| Saison              | Équipe              | Ligue               | PJ  | B                | A                | Pts              | Pun              | PJ               | B  | A                    | Pts                  | Pun                  |                      |                      |
| 2001-2002           | HC Bienne           | Jr. Élites A        | 35  | 5                | 4                | 9                | 32               | 2                | 0  | 1                    | 1                    | 0                    |                      |                      |
| 2002-2003           | HC Bienne           | Jr. Élites A        | 28  | 4                | 5                | 9                | 66               | -                | -  | -                    | -                    | -                    |                      |                      |
| 2002-2003           | HC Bienne           | LNB                 | 30  | 1                | 0                | 1                | 27               | 10               | 0  | 0                    | 0                    | 4                    |                      |                      |
| 2003-2004           | HC Bienne           | Jr. Élites A        | 9   | 5                | 4                | 9                | 18               | -                | -  | -                    | -                    | -                    |                      |                      |
| 2003-2004           | HC Bienne           | LNB                 | 42  | 0                | 2                | 2                | 14               | 19               | 2  | 2                    | 4                    | 24                   |                      |                      |
| 2004-2005           | HC Bienne           | LNB                 | 35  | 4                | 7                | 11               | 18               | 12               | 2  | 3                    | 5                    | 4                    |                      |                      |
| 2005-2006           | HC Bienne           | LNB                 | 42  | 14               | 9                | 23               | 76               | 21               | 0  | 7                    | 7                    | 28                   |                      |                      |
| 2005-2006           | Kloten Flyers       | LNA                 | 6   | 2                | 0                | 2                | 2                | -                | -  | -                    | -                    | -                    |                      |                      |
| 2006-2007           | Kloten Flyers       | LNA                 | 44  | 6                | 17               | 23               | 26               | 11               | 3  | 3                    | 6                    | 18                   |                      |                      |
| 2007-2008           | Kloten Flyers       | LNA                 | 50  | 7                | 9                | 16               | 50               | 5                | 0  | 0                    | 0                    | 10                   |                      |                      |
| 2008-2009           | Kloten Flyers       | LNA                 | 46  | 12               | 15               | 27               | 90               | 15               | 5  | 4                    | 9                    | 6                    |                      |                      |
| 2009-2010           | Kloten Flyers       | LNA                 | 50  | 11               | 24               | 35               | 30               | 10               | 0  | 1                    | 1                    | 12                   |                      |                      |
| 2010-2011           | Kloten Flyers       | LNA                 | 49  | 6                | 22               | 28               | 34               | 18               | 2  | 10                   | 12                   | 6                    |                      |                      |
| 2011-2012           | Frölunda Indians    | Eliteserien         | 51  | 5                | 19               | 24               | 12               | 6                | 0  | 0                    | 0                    | 0                    |                      |                      |
| 2012-2013           | Kloten Flyers       | LNA                 | 35  | 5                | 10               | 15               | 24               | 5                | 2  | 2                    | 4                    | 4                    |                      |                      |
| 2013-2014           | Kloten Flyers       | LNA                 | 46  | 3                | 12               | 15               | 32               | 14               | 1  | 1                    | 2                    | 10                   |                      |                      |
| 2014-2015           | Kloten Flyers       | LNA                 | 46  | 3                | 9                | 12               | 20               | 4                | 0  | 1                    | 1                    | 2                    |                      |                      |
| 2015-2016           | Kloten Flyers       | LNA                 | 37  | 2                | 15               | 17               | 39               | 4                | 0  | 0                    | 0                    | 6                    |                      |                      |
| 2016-2017           | EHC Kloten          | LNA                 | 15  | 3                | 5                | 8                | 18               | 4                | 0  | 3                    | 3                    | 2                    |                      |                      |
| 2017-2018           | EHC Kloten          | NL                  | 34  | 3                | 11               | 14               | 16               | -                | -  | -                    | -                    | -                    |                      |                      |
| Totaux Jr. Élites A | Totaux Jr. Élites A | Totaux Jr. Élites A | 82  | 18               | 22               | 40               | 124              | 2                | 0  | 1                    | 1                    | 0                    |                      |                      |
| Totaux LNB          | Totaux LNB          | Totaux LNB          | 149 | 19               | 18               | 37               | 135              | 62               | 4  | 12                   | 16                   | 60                   |                      |                      |
| Totaux LNA/NL       | Totaux LNA/NL       | Totaux LNA/NL       | 458 | 63               | 149              | 212              | 381              | 90               | 13 | 25                   | 38                   | 76                   |                      |                      |
| Totaux Eliteserien  | Totaux Eliteserien  | Totaux Eliteserien  | 51  | 5                | 19               | 24               | 12               | 6                | 0  | 0                    | 0                    | 0                    |                      |                      |

### Statistiques en équipe nationale
| Année | Compétition |    | PJ | B | A | Pts | Pun                      |  | Résultats |
| 2003  | CM M18      | 6  | 0  | 1 | 1 | 6   | 9e place                 |  |           |
| 2005  | CM M20      | 6  | 0  | 1 | 1 | 2   | 8e place                 |  |           |
| 2010  | JO          | 5  | 1  | 0 | 1 | 0   | 8e place                 |  |           |
| 2012  | CM          | 7  | 0  | 0 | 0 | 0   | 11e place                |  |           |
| 2013  | CM          | 10 | 1  | 1 | 2 | 0   | Médaille d'argent, monde |  |           |
| 2014  | JO          | 1  | 0  | 0 | 0 | 0   | 9e place                 |  |           |

## Palmarès
- LNB :
  - Champion en 2004 et en 2006

- LNA :
  - Vice-champion en 2009, en 2011 et en 2014

- Coupe de Suisse :
  - Vainqueur en 2017

- Mondiaux :
  - Vice-champion du monde en 2013